# Cà phê Ả Rập

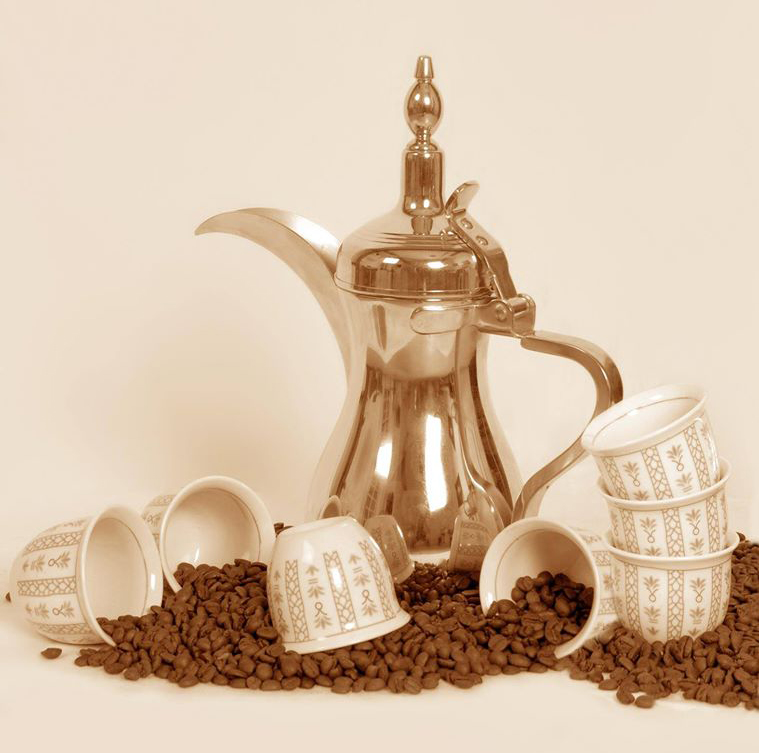
Một khay cà phê truyền thống của người Ả rập

Cà phê Ả Rập (tiếng Ả Rập: قهوة عربية) là một tên chung mà đề cập đến cà phê hai cách chế biến cà phê chủ yếu ở nhiều quốc gia Ả Rập: cà phê kiểu Thổ Nhĩ Kỳ và cà phê kiểu Saudi. Cách pha cà phê cà phê Thổ Nhĩ Kỳ là phổ biến ở Levant, nhưng pha không thêm đường. Bạch đậu khấu thường được thêm vào, hoặc nó được dùng qahwah sādah không (dịch nghĩa "cà phê không").
Cà phê Saudi, "Al-Qahwa" (tiếng Ả Rập: قهوة, qahwah), được làm từ hạt cà phê rang rất nhẹ hoặc nặng từ 165 °C (329 °F) đến 210 °C (410 °F) và bạch đậu khấu, và là một thức uống truyền thống trong văn hóa Ả Rập. Theo truyền thống, nó được rang ở nhà (tại nhà hoặc cho những dịp đặc biệt), nghiền, pha và phục vụ ngay cho khách. Nó thường được dùng với quả chà là hoặc kẹo. Cách pha cà phê này phổ biến tại Najd và Hijaz, và đôi khi các loại gia vị khác như nghệ tây (để tạo màu vàng), đinh hương, và quế.
Một số người thêm sữa đặc không đường để thay đổi một chút màu sắc của nó, tuy nhiên, hiếm khi có kiểu pha này. Món này được phục vụ từ một bình cà phê đặc biệt gọi là Dalla (tiếng Ả Rập: دلة) và ly cà phê nhỏ không có quai được gọi là fenjan. Khẩu phần phục vụ ít, chỉ một ít dưới đáy cốc. Nó được phục vụ trong nhà, và trong các nhà hàng và gần như luôn luôn đi kèm với hạt chà là. Món này cũng được cung cấp tại hầu hết các sự kiện xã hội như đám cưới và đám tang.